# Locmaria-Plouzané
Locmaria-Plouzané is een gemeente in het Franse departement Finistère (regio Bretagne). De plaats maakt deel uit van het arrondissement Brest. Locmaria-Plouzané telde op 1 januari 2022 5.160 inwoners.

## Geografie
De oppervlakte van Locmaria-Plouzané bedroeg op 1 januari 2022 23,16 vierkante kilometer; de bevolkingsdichtheid was toen 222,8 inwoners per km².

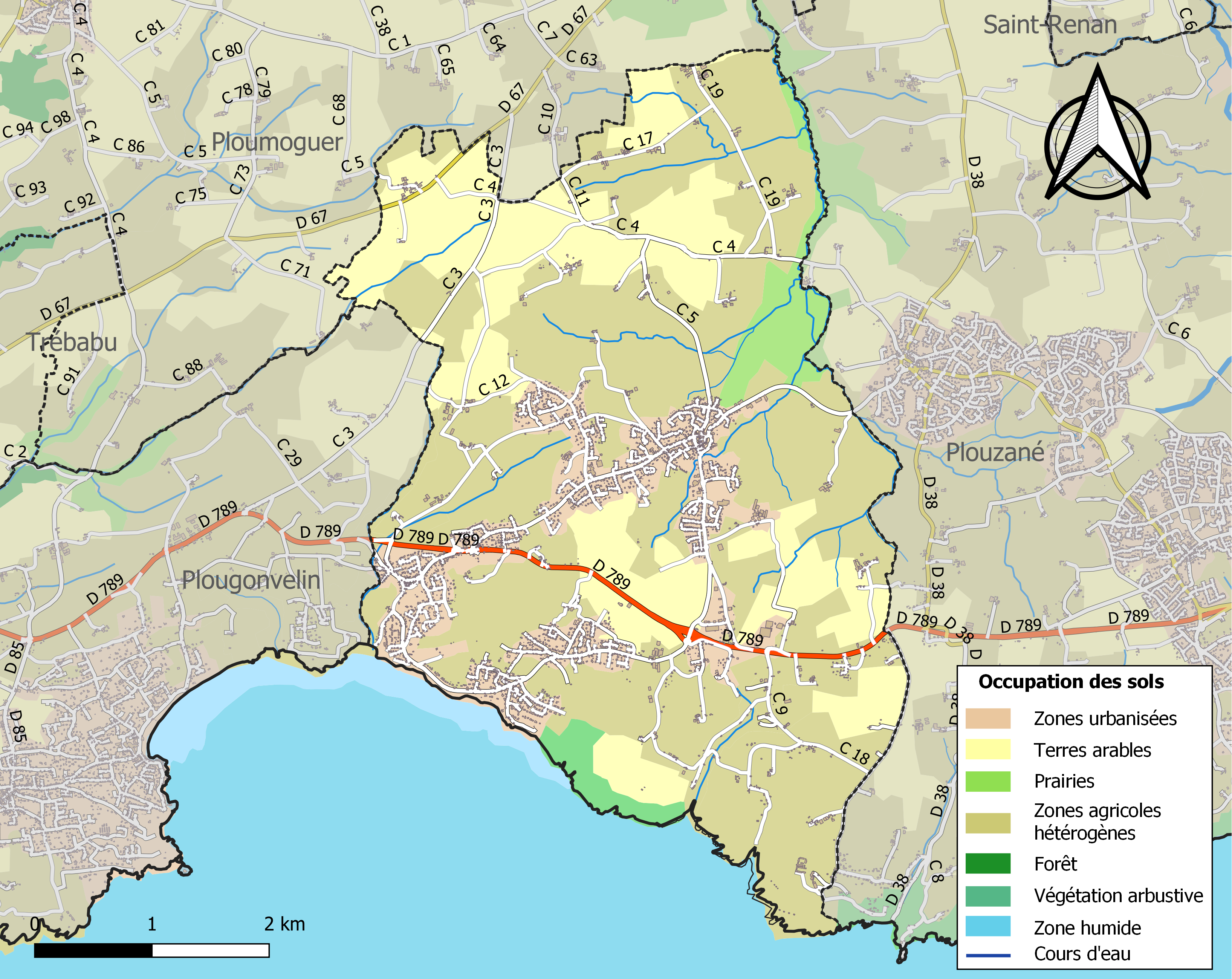
Kaart van de gemeente met belangrijkste infrastructuur, bodemgebruik en omliggende gemeenten

## Demografie
Onderstaande figuur toont het verloop van het inwonertal (bron: INSEE-tellingen).